# Henrik V. Plavokosi
Henrik V. Plavokosi (? - Mainz, 24. prosinca 1281.) bio je grof Arlona, Luksemburga, La Rochea i Namura, poznat po svojoj plavoj kosi. Bio je i lord Lignyja te je znan kao Henrik I. od Lignyja.
Njegovi su roditelji bili Ermesinda Luksemburška i Waleran III. od Limburga. 
Henrik je oženio Margaretu od Bara, kćer Henrika II. od Bara. Ovo je popis njihove djece:
- Henrik VI. Luksemburški
- Waleran I. od Lignyja
- Filipa (? - 1311.), supruga grofa Ivana II. od Avesnesa
- Izabela,[4][5] supruga Guya Flandrijskog
- Margareta, dama Grevenmachera
- Ivana, redovnica

Henrik je imao i trojicu izvanbračnih sinova, a ovo su njihova imena:
- Henrik (? - 1288.), muž Izabele od Houffalizea te otac Beatrice, žene Gerarda de Grandpréa
- Balduin[6]
- Rudolf

Rudolf je bio lord Tour-Devant-Virtona, a oženio je Sofiju od Chastelera. Njihova je kći bila Klemencija.